# Matema (Bezirk)
Matema ist ein Verwaltungsbezirk (Ward) des Distrikts Kyela in der tansanischen Region Mbeya. Er grenzt im Norden an den Distrikt Busokelo, im Nordosten an den Distrikt Makete der Region Njombe, im Südosten an den Distrikt Ludewa der Region Njombe, im Süden an den Malawisee und im Westen an die Bezirke Lusungo, Ndobo und Makwale.

## Geografie
Matema ist ein ländlicher Bezirk im Südwesten von Tansania. Der Westen des Bezirks liegt auf der rund 500 Meter hohen Ebene nordwestlich des Malawisees, im Osten steigt das Gebiet in den Kipengere-Bergen auf über 1000 Meter an. Die Fläche des Bezirks beträgt 39,2 Quadratkilometer und bei der Volkszählung 2022 lebten hier 12.231 Menschen in 3173 Haushalten.

## Gliederung
Der Bezirk besteht aus drei Gemeinden (Mtaa) mit 12 Orten (Kitongoji):
| Ikombe - Busisya - Isimba - Lyulilo - Njisi - Ikunda | Matema - Bulinda - Ibungu - Itukisyo - Matema | Kisyosyo - Kisyosyo - Busona - Lusonjo |

## Wirtschaft und Infrastruktur
- Bildung: Die Matema Beach Secondary School ist eine weiterführende Schule.[6]
- Gesundheit: In Matema befindet sich ein Distriktkrankenhaus, das privat betrieben wird.[7] In Ikombe gibt es eine staatliche Apotheke.[8]

## Sonstiges
Die Kirchengemeinde Sankt Mariä Himmelfahrt des Bistums Essen erbaute die weiterbildende Mädchenschule Sigrid Matema Secondary School.